# Stjepan Ilić
Stjepan "Stipe" Ilić (Vis, 11. prosinca 1940.), hrvatski nogometaš i trener. Dobitnik je najviše nagrade Hrvatskog nogometnog saveza, Trofej podmlatka, 2019. godine.

## Igračka karijera
Bio je ijevi obrambeni igrač Hajduka sa sveukupno 219 nastupa te 10 pogodaka. Jedna od zanimljivosti iz njegove karijere preričava se situacija kada je na stadionu Maksimir 2. lipnja 1963., Ilić udario namjerno u duelu šakom u lice Vlatka Markovića, nakon čega su obojica bili isključeni iz igre. Utakmica je završila pobjedom Hajduka 0:1, čime je izboren ostanak u ligi. Nakon utakmice je Stipe došao Vlatku i rekao da ga udari, da mu vrati udarac, na što ga je ovaj zagrlio i rekao da mu ne zamjera i da se tako bori za svoj klub. Za Hajduk su još u toj utakmici igrali Lukša Poklepović, Vinko Cuzzi, Ferante Colnago, Marin Kovačić, Pave Garov, Miroslav Brkljača, Ivica Hlevnjak, Andrija Anković, Zlatko Papec, Zvonko Bego i Veljko Zuber. Gol je postigao Hlevnjak.
Za Hajduk je igrao od 1958. do 1965., nakon čega odlazi u NK Zagreb gdje je odigrao više od 150 utakmica, a nakon toga u njemački drugoligaški klub VfR Heilbronn, gdje 1972. godine završava karijeru.
Statistika u Hajduku
| Natjecanje        | Nastupi | Zgoditci |
| ----------------- | ------- | -------- |
| Prvenstvo         | 91      | 5        |
| Kup               | 14      | 0        |
| Superkup          | 0       | 0        |
| Međunarodne       | 5       | 0        |
| Splitski podsavez | 0       | 0        |
| Ukupno            | 110     | 5        |
| Prijateljske      | 109     | 5        |
| Sveukupno         | 219     | 10       |

## Trenerska karijera
Nakon kraja igračke karijere preselio se u Metković, stekao je zvanje višeg nogometnog trenera te se od 1973. godine aktivno bavio trenerskim radom, a od 1977. godine do svoje sportske mirovine u srpnju 2017. godine trenirao je brojne momčadi u dolini Neretve. Bio je trener i sinjskog Junaka, te Rudara iz Trbovlja, a najčešće, u više navrata raznih dobnih kategorija, uključujući i prvu momčad Neretve iz Metkovića, te je kroz više od četiri desetljeća trenerske karijere svoje nogometno znanje prenio na brojne generacije mladih igrača, zbog čega je 2019. godine primio najvišu nagradu Hrvatskog nogometnog saveza, Trofej podmlatka, kao priznanje za svoj kontinuirani rad s mladima i doprinos razvoju nogometa u dolini Neretve i okolici.

## Nagrade
- 2019.: Trofej podmlatka

## Vanjske poveznice
- Transfermarkt